# カッコウの巣
『カッコウの巣』（朝鮮語: 뻐꾸기 둥지）は2014年韓国・KBSのテレビドラマ。

## 概要
結婚式当日、子宮癌を発症し子供を産めなくなった女性と兄を亡くし代理母となって兄の恋人だった女性に復讐する女性の愛憎ドラマ。主演はチャン・ソヒ。

## キャスト
チャン・ソヒ
イ・チェヨン
ヒョン・ウソン
ファン・ドンジュ

## スタッフ
- 演出：クァク・ギウォン
- 脚本：ファン・スニョン